# Lithobius aligherus
Lithobius aligherus är en mångfotingart som beskrevs av Manfredi 1953. Lithobius aligherus ingår i släktet Lithobius och familjen stenkrypare. Inga underarter finns listade i Catalogue of Life.